# Entwine
Entwine (англ. Сплетіння) — фінський рок-гурт з Лахті, що грає готик-метал.

## Біографія
Entwine був заснований в 1995 році гітаристом Томом Мікколі, перш виконував дез-метал. До першого складу групи увійшли ударник Аксу Гантту і басист Тепо Тайпале. У 1997 році Entwine, вирішивши виконувати готику, знайшла вокаліста Пану Вільмана і клавішниця Ріітту Гейкконен, яка також виконувала партії бек-вокалу. Дебютний альбом Treasures Within Hearts вийшов у вересні 1999 року на Spinefarm records.
У 2000 році в Entwine відбулися зміни. Вокаліст Міка Тауріайнен і бас-гітарист Йоні Міеттінен зайняли місця Вільман і Тайпале відповідно. Крім того, у групі з'явився другий гітарист, Яані Кягкенен. Другий альбом Gone вийшов в 2001 році і був названий журналом Metal Hammer «альбомом місяця». Сингл на пісню New Dawn потрапив в топ-10 по Фінляндії. Після цього Entwine почали випускати альбоми досить часто: Time of Despair (2002), Dieversity (2004), Fatal Design (2006), Painstained (2009).

## Склад
- Том Міккола — гітара
- Міка Тауріайнен — вокал
- Аксу Гантту — ударні
- Йоні Міеттінен — бас-гітара
- Яані Кягкенен — гітара

### Колишні учасники
- Теппо Тайпале — бас-гітара
- Пану Вільман — вокал
- Ріітта Гейкконен — клавішні, бек-вокал

## Дискографія
- Treasures Within Hearts (1999)
- Gone (2001)
- Time of Despair (2002)
- DiEversity (2004)
- Sliver (EP) (2005)
- Fatal Design (2006)
- Painstained (2009)
- Chaotic Nation (2015)